# Mistan
Mistan è un comune dell'Azerbaigian situato nel distretto di Lerik. Conta una popolazione di 430 abitanti.